# Границе Пољске
Границе Пољске су дуге 3511 кm, од тога копнене границе 3071 кm, а морска граница 440 кm,. Пољска граничи са Њемачком на западу, Чешком и Словачком на југу, Украјином и Бјелорусијом на истоку и Литванијом и Русијом (односно са Калињинградском области) на сјевероистоку. На сјеверу је граница на Балтичком мору.
Дужина граница по државама сусједима износи:
1. Граница са Њемачком: 467 км
2. Граница са Чешком: 796 км
3. Граница са Словачком: 541 км
4. Граница са Украјином: 535 км
5. Граница са Бјелорусијом: 418 км
6. Граница са Литванијом: 104 км
7. Граница са Русијом: 210 км
8. Дужина морске границе: 440 км, а дужина обале 770 км[3].